# Alfons Moog
Alfons Moog (Kottenheim, 14 dicembre 1915 – 7 dicembre 1999) è stato un calciatore tedesco, di ruolo difensore.

## Carriera

### Nazionale
Ha collezionato 7 presenze con la propria Nazionale.